# Прогресс (Татарстан)
Прогре́сс (тат. Прогресс) — посёлок в в Бугульминском районе Татарстана. Входит в состав Берёзовского сельского поселения.

## География
Находится в юго-восточной части Татарстана на расстоянии приблизительно в двух километрах от административного центра Бугульма.

## Население
| 2010 |
| ---- |
| 643  |

## Инфраструктура
В посёлке имеются магазины, детский сад, дом культуры, ФАП, библиотека, "Племптицезавод «птицевод бугульминский».